# Асистанс
Асистанс (фр. assistance — допомога) — послуги, що надаються туристам, що виїхали за кордон, відповідно до умов договору страхування. Дані послуги надаються при настанні страхового випадку в натуральній формі або у вигляді грошових коштів через медичну, фінансову, технічну допомогу.

## Виникнення асистансу як послуги
Поняття «асистанс» означає допомогу, підтримку, сприяння. Виникнення «асистанс» пов'язують із Францією. Саме там з'явилася ідея організувати компанію такого роду, що на додачу до класичного страхування медичних витрат максимально забезпечувала б своїм клієнтам сервісну частину, а при необхідності відправляла (евакуювала) на батьківщину.
Вважається, що засновником асистансу як послуги був Pierre Desnos (Франція), друзі якого випробували масу незручностей, потрапивши в ДТП за межами Франції. В 1963 році в Парижі він заснував першого асистанта — компанію «Europ Assistance». Протягом першого року компанія почала працювати з багатомовним розподільним контакт-центром, групою лікарів і постійними співробітниками в головному офісі й агентами в 17 інших країнах. Досить показово, як сьогодні рекламує Europ Assistance свої послуги: «Страхування з людським обличчям — негайна допомога в будь-який час і в будь-якому місці» (The Human Face of Insurance — Immediate Help at Any Time, Anywhere). Згодом «GESA» (Іспанія) та «Elvia» (Швейцарія) почали займатися розвитком асистансу у Франції. У 1971 році з'являється «France Secours International», у 1978 — «Mondial Assistance», у 1978 — «UAP Assistance» та «Garantie Assistance», у 1981 —– «Transworld Medical Services Mutuade» та «Inter Mutielles Assistance».

## Види асистансу
Медичний асистанс — послуги медичного, технічного та фінансового характеру, що надаються спеціалізованими асистуючими компаніями у рамках договору страхування туристів (що виїжджають за кордон) при настанні страхового випадку.
Автотранспортній асистанс виконує роль call-центра, що цілодобово здійснює консультаційну й організаційну підтримку страхувальників — приймає та реєструє запит, дає рекомендації, займається евакуацією, наданням юридичної та/чи невідкладної допомоги у випадку ДТП. 4.

## Функції асистанс-компанії
Послуги асистанса надаются спеціалізованими асистанс-компаніями, що є посередниками між страховою компанією та її компаньйонами (медичними центрами, туристичними агентствами, транспортними організаціями). Асистанс-компанії надають допомогу туристам, що знаходяться за кордоном, при медичному обслуговуванні, організації госпіталізації та лікування, транспортуванні до місця постійного проживання, у технічній допомозі на дорогах тощо. Також асистанс-компанії займаються локалізацією наслідків страхового випадку, проводять експертизу й дають експертний висновок про причини виникнення страхового випадку, оцінюють розмір збитку й організовують роботи з ліквідації наслідків страхового випадку, займаються врегулюванням претензій
Договір надання послуг асистанса укладається між страховими компаніями й асистанс-компаніями. Послуги при цьому надаються усім, хто має поліс страхування виїжджаючих за кордон: приватним особам, індивідуальним підприємцям, туристичним групам, організаціям, командуючих своїх працівників на роботу за кордон. Вартість послуг асистанса залежать від переліку вибраних послуг. Вартість страхового поліса, що включає в себе послуги медичного асистанса, залежать від строку перебування за кордоном й територіальною зоною, тарифи по автомобільному асистансу залежать від строку перебування за кордоном.
```
    Існує міжнародна професіональна асоціація робітників медичного асистанса — 
IAMAT
```